# Šnjegavić
Šnjegavić je naselje u Republici Hrvatskoj u Požeško-slavonskoj županiji, u sastavu općine Brestovac.

## Zemljopis
Šnjegavić je smješten oko 15 km zapadno od Brestovca, na obrnocima planine Psunja, susjedna sela su Čečavac na istoku, Podvrško na zapadu i Jeminovac na istoku.

## Stanovništvo
Prema popisa stanovništva iz 2011. godine Šnjegavić je imao 20 stanovnika.
| broj stanovnika | 256   | 298   | 335   | 349   | 392   | 435   | 375   | 418   | 296   | 312   | 281   | 229   | 157   | 123   | 13    | 20    | 15    |
|                 | 1857. | 1869. | 1880. | 1890. | 1900. | 1910. | 1921. | 1931. | 1948. | 1953. | 1961. | 1971. | 1981. | 1991. | 2001. | 2011. | 2021. |